# Tembetá

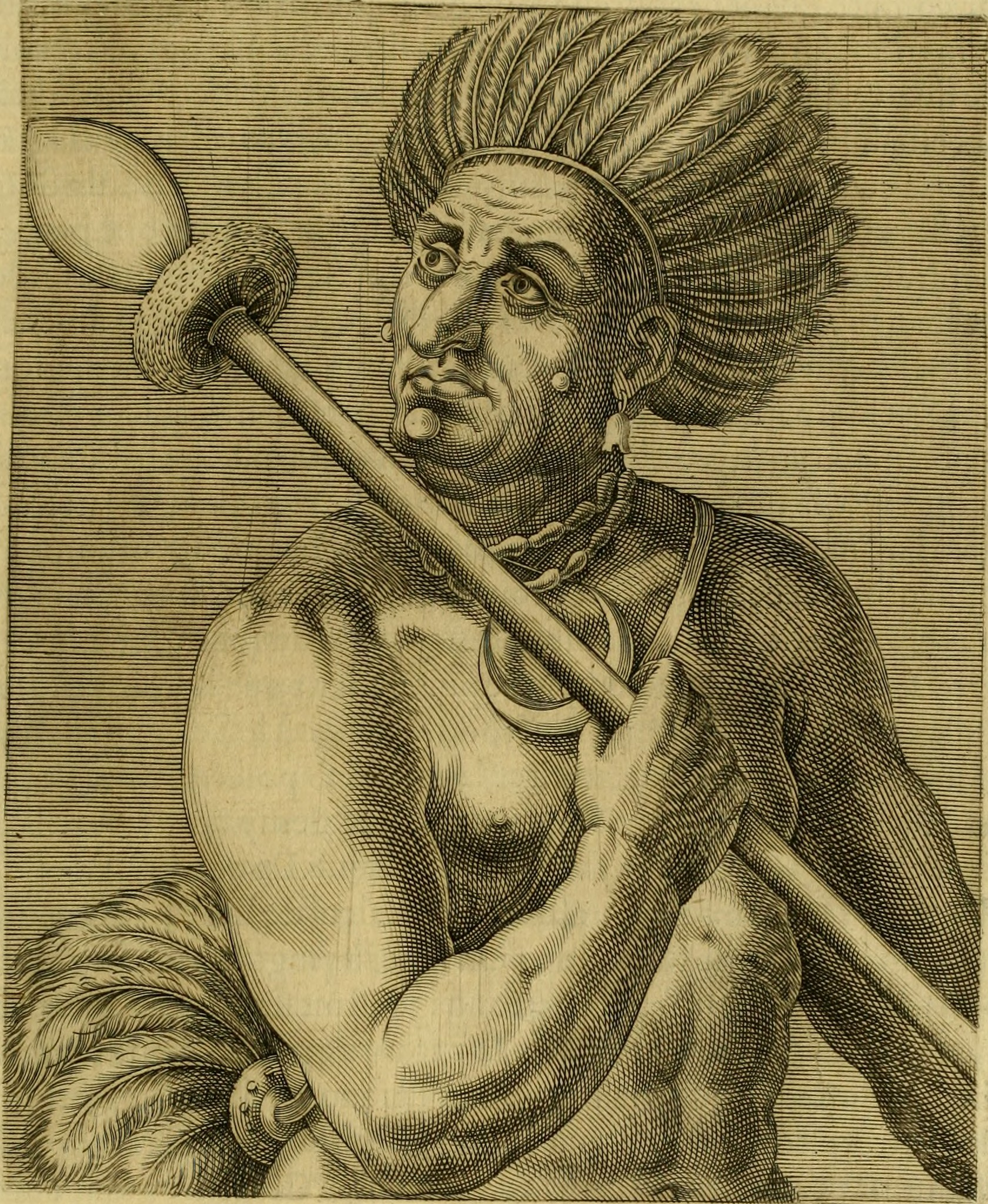
Gravura do século XVI mostrando o líder tamoio Cunhambebe portando um tembetá no lábio inferior

Tembetá (do tupi antigo (e)mbetara ou (e)metara), também chamado de tametara, metara e pedra de beiço, é o objeto duro e inflexível que os índios brasileiros têm o costume de enfiar em um furo artificial feito no lábio inferior. Tem o formato alongado, diferentemente do botoque, que tem o formato circular.